# 華麗追隨
《華麗追隨》（英語：Followers）是一部日本劇情類型的網路劇集，由蜷川實花擔任總導演，中谷美紀、池田依來沙、夏木麻里主演，共9集，於2020年2月27日在線上串流媒體平台Netflix首播。

## 概要
知名時尚攝影師奈良里美將年輕女演員百田夏目的照片上載到Instagram，夏目因此爆紅網路，一夕成名。兩人開始與身邊眾人產生交集，並依從內心的聲音在東京追尋夢想。

## 演員與角色
- 中谷美紀 飾演 奈良里美（奈良リミ）

知名時尚攝影師。
- 池田依來沙 飾演 百田夏目（百田なつめ）

懷揣夢想的年輕女演員，來到東京後遭受挫折。
- 夏木麻里 飾演 繪里子

企業家。
- 板谷由夏 飾演 群青茜（Akane）

Sayo的經紀人。
- KOM_i 飾演

新科藝術家。
- 上杉柊平 飾演 野間（Hiraku）

知名YouTuber。
- 金子統昭 飾演 緩子（Yuruco）

里美的經紀人。
- 優太朗 飾演

- 中島美嘉 飾演 沙夜（Sayo）

人氣女歌手。
- 八代亞紀 飾演 洋子（ヨーコ）

奈良里美的母親。

## 劇集
| 集數 | 標題     | 譯名     | 導演 | 編劇 | 上線日期      |
| ---- | -------- | -------- | ---- | ---- | ------------- |
| 1    | Hashtag  | 主題標籤 | 待定 | 待定 | 2020年2月27日 |
| 2    | Login    | 登入     | 待定 | 待定 | 2020年2月27日 |
| 3    | Search   | 搜尋     | 待定 | 待定 | 2020年2月27日 |
| 4    | Flaming  | 筆戰     | 待定 | 待定 | 2020年2月27日 |
| 5    | Bug      | 錯誤     | 待定 | 待定 | 2020年2月27日 |
| 6    | Freeze   | 凍結     | 待定 | 待定 | 2020年2月27日 |
| 7    | Favorite | 最愛     | 待定 | 待定 | 2020年2月27日 |
| 8    | Reboot   | 重啟     | 待定 | 待定 | 2020年2月27日 |
| 9    | Follower | 追隨者   | 待定 | 待定 | 2020年2月27日 |

## 製作

### 開發
2019年6月25日，Netflix在東京文華東方酒店舉行原創作品影視節，並公佈了未來作品製作計劃，其中包括電視劇《華麗追隨》，蜷川實花擔當總導演。

### 選角
隨著Netflix宣佈啟動製作，中谷美紀、池田依來沙、夏木麻里、板谷由夏、KOM_i（星期三的康帕內拉主唱）、上杉柊平、金子統昭和Yutaro確認出演劇集。此外，在影視節上，導演蜷川實花表示中島美嘉將在劇集中出演歌手Sayo，並演唱兩首原創歌曲。八代亞紀出演奈良里美的母親洋子。

### 拍攝
主體拍攝於2019年3月19日在東京開機，經過3個多月的拍攝，於7月3日殺青。

## 宣傳與發行
《華麗追隨》於2020年2月27日在Netflix首播。2020年1月10日，Netflix釋出劇集預告片。

## 資料來源
1. ↑  . Netflix. 2019-06-26  [2019-06-25]. （原始内容存档于2019-10-16） （中文）.
2. 1 2 3 4 5 6 7 8 9  . Netflix. 2019-12-04  [2019-12-11]. （原始内容存档于2020-04-22） （中文（臺灣））.
3. 1 2  . dwango.jp. 2019-07-18  [2019-06-27]. （原始内容存档于2019-07-18） （日语）.
4. 1 2  . yahoo.co.jp. 2019-12-26  [2019-12-19] （日语）.[永久]
5. ↑  . The Futon Critic. 2019-12-04  [2019-12-05] （美国英语）.
6. 1 2  . natalie.mu. 2019-06-26  [2019-06-25]. （原始内容存档于2020-10-30） （日语）.
7. ↑  . excite.co.jp. 2019-07-18  [2019-07-15]. （原始内容存档于2019-07-18） （日语）.
8. ↑  . eiga.com. 2020-01-15  [2020-01-10]. （原始内容存档于2020-01-15） （日语）.

## 外部連結
- 在Netflix上觀看《華麗追隨》
- 互联网电影数据库（IMDb）上《華麗追隨》的资料（英文）
- 豆瓣电影上《華麗追隨》的資料 （简体中文）